# Премия «За верность Слову и Отечеству»
Премия «За верность Слову и Отечеству» имени первого редактора «Литературной газеты» Антона Дельвига, больше известна как премия «Золотой Дельвиг». Учреждена Литературной газетой.

## История
Литературная премия имени Антона Антоновича Дельвига, основавшего «Литературную газету» в 1829 году вместе с А. С. Пушкиным, была учреждена в 2004 году. До 2012 года носила название «Премии „Литературной газеты“ имени Антона Дельвига».
Осенью 2012 года конкурс был переформатирован в общенациональную премию «Золотой Дельвиг».

## Цели и задачи
Согласно положению о премии «Золотой Дельвиг», её лауреатами могут стать авторы литературных произведений на русском языке или литературных переводов на русский язык произведений, написанных на языках народов России (в последнем случае премия делится поровну между автором произведения и автором перевода). Национальность, гражданство и место жительства номинантов при этом значения не имеют.
«Мы ориентируемся на писателей, которые развивают традицию, которые считают, что эволюционный путь развития общества предпочтительнее революционного. Именно люди, которые работают в развитии традиций, которые помнят социальную и нравственную ответственность литературы, становятся лауреатами нашей премии», — отмечал в 2014 году главный редактор «Литературной газеты» Юрий Поляков. Особенностью премии является приверженность тезису, что в большом и истинном русском писателе литературный талант должен сочетаться с любовью к родной стране и к родному слову. Это выражено в девизе премии — «За верность Слову и Отечеству».
В 2020 году литературная премия присуждалась только за произведения исторической тематики, в том числе и научные. Произведения на соискание премии принимались по программе использования средств гранта Президента РФ на развитие гражданского общества, предоставленного Фондом Президентских грантов.

## Учредители
- Автономная некоммерческая организация "Редакция «Литературной газеты».

Партнёры (в 2020 году):
•	Государственный музей современной истории России,
•	Московский педагогический государственный университет,
•	Московская городская организация Союза писателей России,
•	Автономная некоммерческая организация «Академия поэзии»,
•	Ассоциация литературных работников «Русское литературное общество» (ППО «Московского городского профессионального союза работников культуры»),
•	Издательство «У Никитских ворот».

## Номинации премии
Современная проза, Историческая проза, Поэзия (малые формы), Поэзия (большие формы), Публицистика, Критика и литературоведение, Художественный перевод, Сатира, Детская и юношеская литература, Литературный дебют

## Процедура присуждения
Согласно Положению о премии (от 2012 года) номинировать на премию автора может издатель или творческий союз.
Поданные заявки рассматривают ежегодно переизбираемые редакцией Литературной газеты жюри и корпус экспертов.
Из общего числа поданных заявок формируется Длинный список премии, из которого лучшие произведения отбираются в Короткий список премии.
Вне зависимости от числа номинаций, вручается 18 премий, в числе которых:
- три первые премии «Золотой Дельвиг» по 1 000 000 рублей каждая (с вручением «Золотой медали Дельвига»);
- шесть вторых премий «Серебряный Дельвиг» по 500 000 рублей каждая (с вручением «Серебряной медали Дельвига»);
- шесть премий «Бронзовый Дельвиг» по 100 000 рублей каждая (с вручением «Бронзовой медали Дельвига»);
- две премии «Дебют» по 250 000 рублей каждая (с вручением дипломов лауреатов).

В 2020 году денежные премии не вручались, в качестве Приза за победу в Конкурсе все лауреаты 1 степени получили возможность напечатать одну свою книгу на средства гранта Президента РФ на развитие гражданского общества, предоставленного Фондом Президентских грантов.
Произведения вошедшие в шорт-лист премии будут рекомендованы для отдельного издания в книжной серии "Библиотека Русского литературного общества. Эти книги поступят в центральные областные библиотеки всех 85 регионов России..

## Лауреаты премии
2006 год
- Николай Ивеншев — за рассказы, продолжающие традиции высокой русской классики.
- Юнна Мориц — за поэтическое творчество и огромный вклад в отечественную литературу
- Юрий Болдырев — за серию публистических книг и многолетнюю деятельностью по борьбе с коррупцией

2007 год
- Егор Исаев -за многолетнее сотрудничество с «ЛГ» и стихи последних лет, опубликованные в нашей газете.
- Ирина Мамаева — за повести «Ленкина свадьба» и «Сиреневые цветочки» («Земля Гай»).
- Анатолий Салуцкий — за публицистические выступления в «ЛГ» и роман «Из России, с любовью»

2012 год
2012 — церемония вручения 23 января 2013 года в музее А. С. Пушкина
«Золотой Дельвиг»:
- Магомед Ахмедов — за стихи последних лет и переводы классиков русской поэзии на аварский язык.
- Владимир Личутин — за исследования национального характера и духовной природы русского человека в книге «Душа неизъяснимая».
- Мария Семёнова — за историко-героический цикл о Волкодаве (книга «Там, где лес не растёт») и за исследование и творческое обогащение славянской мифологии.

«Серебряный Дельвиг»:
- Антология "Поэты «Сибирских огней» — за верность классической традиции русской поэзии и творческое развитие евразийских идей. Премия вручается составителю, главному редактору журнала «Сибирские огни» Владимиру Берязеву и издателю Алексею Ивантеру.
- Архипов Юрий — за новые переводы произведений Франца Кафки и выдающийся вклад в отечественную германистику.
- Беляков Сергей — за монографию о выдающемся учёном «Гумилёв — сын Гумилёва» и литературно-критические работы последних лет.
- Кабанков Юрий — за стихи последних лет и религиозно-философскую эссеистику, собранную в книге «…И ропщет мыслящий тростник».
- Козлов Юрий — за роман «sВОбоДА» и оригинальное художественное исследование жизни современной России.
- Нечипоренко Юрий — за книгу «Смеяться и свистеть» и плодотворное развитие лучших традиций отечественной детской и юношеской литературы.

2013 год
2013 — церемония вручения 29 января 2014 года в музее А. С. Пушкина
«Золотой Дельвиг»:
- Лариса Васильева — за роман "Евдокия Московская: Москва, из-во «Бослен», 2012 г.
- Андрей Дементьев — за книгу «Всё в мире поправимо…», Москва, из-во «ЭКСМО», 2013 г.
- Александр Проханов — за книгу «Время золотое», Москва, из-во «Центрполиграф», 2013 г.

«Серебряный Дельвиг»:
- Вячеслав Ар-Серги — за книгу «Вслушаться в себя…» Ижевск, 2012 г.
- Владимир Бондаренко — за книгу «Лермонтов: мистический гений». Москва, Серия ЖЗЛ, из-во Молодая гвардия, 2013 г.
- Канта Ибрагимов — — за книгу «Академик Пётр Захаров», Грозный, 2013 г.
- Бахытжан Канапьянов — за книгу «Алма-яблоко. Лирика», Алма-Ата, 2012 г.
- Сергей Шаргунов — — за книгу «1993. Семейный портрет на фоне горящего дома», Москва, из-во «АСТ», 2013 г.
- Юрий Щербаков — — за книгу «Переводы», Элиста, 2012 г.

«Бронзовый Дельвиг»:
- Юрий Беликов — за книгу «Я скоро из облака выйду», Москва, из-во «Вест-Консалтинг», 2013 г.
- Игорь Гамаюнов — за книгу «День в августе», Москва, из-во «МИК», 2012 г.
- Юрий Любимов — за книгу «Песенка про осень», Москва, из-во «Олма-пресс», 2013 г.
- Вячеслав Огрызко — за книгу «Лица и Лики. Литература малочисленных народов Севера и Дальнего Востока», в 2-х томах, из-во «Литературная России», 2013 г.
- Евгений Степанов — за книгу «Жанры и строфы современной русской поэзии. Версификационная практика поэтов ХХ и XXI веков», в 3-х томах, Москва, из-во «Вест-Консалтинг», 2013 г.
- Лидия Сычёва — за книгу «Три власти», Москва, из-во «ИТРК», 2013 г.

2014 год
2014 — церемония вручения 4 февраля 2015 года в музее А. С. Пушкина
«Золотой Дельвиг»:
- Сергей Есин — за Собрание сочинений в пяти томах и многолетнюю литературную деятельность и создание произведений, которые стали вехами в советской и русской литературной жизни
- Владимир Костров — — за книгу «Пока ещё… Лирика» и верность высоким этическим идеалам русской поэзии и мощное лирическое наполнение стиха состраданием и смыслом
- Ренат Харис — — за произведения последних лет и либретто балета «Золотая Орда», а также твердую гражданскую позицию в поэзии, верность родному языку и глубокое проникновение в историю

«Серебряный Дельвиг»:
- Вера Галактионова — за книгу «Восстание праха» и др.: собрание сочинений в 3-х томах
- Юрий Жуков — за книгу «Оборотная сторона НЭПа»
- Арсений Замостьянов — за книгу из серии «ЖЗЛ» «Гаврила Державин»
- Дмитрий Кантов — — за книгу стихов «По прихоти сюжета»
- Михаил Тарковский — за книгу «Избранное. Проза» и художественно убедительное изображение человеческих судеб в истории и современности на пространствах Сибири.
- Мушни Ласуриа — за книгу «Золотое руно», поэма, перевод Михаила Синельни¬кова"

«Бронзовый Дельвиг»:
- Андрей Воронцов — за роман «Шолохов», исследование «Неизвестные страницы истории русского народа».
- Влад Маленко- за книгу «Приключения пса Кефира. Пять историй для детей в стихах».
- Владимир Нежданов — за книгу стихов «Небо в открытом окне»
- Виктор Пронин — за книгу рассказов «Как много в этом звуке…»
- Валентин Резник- за книгу «Будни бытия». Стихо-творения.
- Мария Ряховская — за книгу «Россия в отражениях». Публицистика.

2015 год
«Золотой Дельвиг»:
- Анатолий Байбородин — за книгу «Озерное чудо»,
- Наталья Харлампьева — за книгу «Признание в любви. Якутия в Русской поэзии во второй половине 20 века»
- Абдулла Камал — за сборник рассказов «Платон, кажется, заболел…»
- Константин Скворцов — за книгу стихотворений «Чёлн для двоих»
- Евгений Чигрин — за сборник стихов «Подводный Шар»
- Ольга Елисеева- за книгу из серии «ЖЗЛ» «А. Н. Радищев» и новое слово в исторической литературе
- Александр Куприянов — за роман «Надея»
- Виктор Тростников — за книгу «Мысли перед закатом»,
- Александр Щипков — за книгу «Бронзовый век. Взгляд из Тарусы»
- Святослав Рыбас- за биографическое исследование «Василий Шульгин: судьба русского националиста»
- Евгений Рейн- за книгу стихотворений «Лабиринт»

2018 год
- Юлия Скрылёва в номинации «Стихотворение» — за стихотворение «Точно знать, нет, не верить, а точно знать…»
- Софья Рогожина в номинации «Художественный рассказ» — за рассказ «До востребования»

2020 год
- Александр Козлов, Москва — за монографию «Древнейшая история Пензенского края: мифы и реальность. Взгляд на историю с точки зрения новейших исследований ДНК-генеалогии»
- Ирина Смирнова, Санкт-Петербург — за серию статей «Литературный Петербург»
- Игорь Пантюшов, г. Пенза — за отчет об экспедиции «Экспедиции Пензенского областного отделения РГО по изучению культуры и быта русского и русскоговорящего населения Средней Азии»
- Юрий Быков, Москва — за статью «Изучение истории и формирование гражданской позиции» и рассказ «Неизвестный»
- Камиль Гремио, Уфа — за роман «Расчеловечивание»
- Георгий Бойко, Москва — за мини-поэму «Православные, ратуйте», цикл стихотворений «Исторические портреты»
- Княз Гочаг, г. Пыть-ЯХ, ХМАО-Югра — за серию статей «Литературная история (заметки критика)»
- Лев Лапкин, Санкт-Петербург — за публицистический роман «А рыпаться все равно надо — 2»
- Издатель Елена Николаевна Носовец и оформитель И. В. Филимонов, Москва, Общественный совет "Потенциал нации (НП) — за просветительское издание (сборник) «Наследники дяди Гиляя». Современные писатели о Москве.

Лауреаты II степени:
- Асфатуллин Салават Газимович, Калуга (Салават Асфатуллин) — за монографию «Освобождение Европы в 1813—1814 годах»
- Лобанов Николай Александрович, Москва (Николай Лобанов) — за исследовательскую статью «История и общество. Молодое поколение на стыке эпох», статья «Модернизм. Раскол искусства и общества»
- Можаев Александр Николаевич, Ростовская область (Александр Можаев) — за рассказ «Последний нонешний денёчек»
- Голубев Владимир Михайлович, г. Серпухов, Московская область (Владимир Голубев) — за роман «Забытый рубеж»
- Халилов Мамед Гаджихалилович, Ярославская область (Мамед Халилов) — за поэму «Повесть неоконченная гор»
- Хрулёв-Жуков Антон Геннадьевич, Пенза (Антон Хрулёв-Жуков) — за статью «Музей Белинского — второй сорт. Вас это устраивает?»
- Редакторы-составители Д. А. Жуков и И. И. Ковтун, Москва, издательство ООО «Пятый Рим» — за просветительское издание (сборник) «Пособники». Исследования и материалы по истории отечественного коллаборационизма.

В специальных номинациях награждены:
- Щербак (Щербак-Жуков) Андрей Викторович, Москва (Андрей Щербак-Жуков) — за вклад в современную литературную критику
- И. В. Филимонов, Москва — в номинации «Литературная светопись»
- Борис Витальевич Юлин — «Новые технологии просвещения»[21]